# Kazuo Aoki
Kazuo Aoki (青木 一男, Aoki Kazuo), né le 28 novembre 1889 dans le district de Sarashina situé dans la préfecture de Nagano au Japon et décédé à l'âge de 92 ans le 25 juin 1982, est un homme politique japonais qui fut ministre des Finances et ministre de la Grande Asie orientale au sein du gouvernement de Meiji.

## Biographie
Aoki est né en 1889 dans une famille d'agriculteurs du district de Sarashina dans la préfecture de Nagano (aujourd'hui dans la ville même de Nagano). Il sortit diplômé en Droit de l'université impériale de Tokyo en 1916. Il entra ainsi au ministère des Finances. Grimpant rapidement les échelons, Aoki devint chef du bureau des Finances pendant le mandat du ministre Takahashi Korekiyo, qui demanda à Aoki de rédiger la loi de gestion des échanges étrangers qui fut adoptée par la Diète du Japon en 1933. Avant ce vote, le Japon n'avait pas tenté de contrôler les échanges avec l'étranger depuis 1868. Aoki continua avec la loi sur la contrôle du riz (1933) et la loi sur le contrôle du pétrole (1934), qui permettait à l'État d'accroître son contrôle sur ces secteurs clés de l'économie. Aoki fit aussi partie des membres du comité qui rédigea la loi de mobilisation générale de l'État, qui faisait de l'économie japonaise une économie de guerre à la suite du déclenchement de la guerre sino-japonaise (1937-1945). Le premier ministre du Japon Fumimaro Konoe nomma Aoki directeur adjoint du conseil de planification en 1937, et il en devint président en 1939. Aoki fut ensuite nommé à la chambre des pairs du Japon.
En 1939, dans le gouvernement du premier ministre Nobuyuki Abe, Aoki devint ministre des Finances tout en conservant son poste de président du conseil de planification. Après la chute du gouvernement Abe, Aoki fut nommé envoyé spécial auprès du Gouvernement national réorganisé de la République de Chine pour mener la politique économique. Il fut rappelé au Japon par le gouvernement Tōjō pour occuper le nouveau poste de ministre de la Grande Asie orientale, position grâce à laquelle il dirigea la conférence de la grande Asie orientale.
Après la Seconde Guerre mondiale, Aoki fut arrêté (comme tous les membres du gouvernement) par les forces d'occupation alliées et fut incarcéré à la prison de Sugamo pour allégation de crimes de guerre. Il fut cependant relâché en 1948 sans jamais être passé devant un tribunal. Par la suite, Aoki ouvrit un cabinet d'avocat. En 1953, il brigue un siège à la chambre des conseillers avec le soutien du parti libéral. Il est par la suite réélu trois fois de suite à la même place en tant que membre du parti libéral-démocrate (PLD). Il rejoint une faction d'extrême-droite du PLD en 1960 qui était catégoriquement opposé à la normalisation des relations du Japon avec la république populaire de Chine et militait pour que le Japon reconnaisse la république de Chine de Taïwan. Il fut également un fervent partisan de la construction d'un réseau national d'autoroutes, en particulier pour l'autoroute Chūō.
Après sa retraite de la politique, Aoki rejoint le conseil d'administration du réseau de diffusion Shin-etsu et en 1968 il fut l'un des fondateurs du réseau de diffusion de Nagano. En 1971, il reçut l'ordre du Soleil levant (1re classe). Il publie ses mémoires en 1981 et meurt l'année suivante à l'âge de 92 ans.
- (en) Cet article est partiellement ou en totalité issu de l’article de Wikipédia en anglais intitulé « Kazuo Aoki » (voir la liste des auteurs).